# Ectropa
Ectropa is een geslacht van vlinders uit de familie slakrupsvlinders (Limacodidae). De wetenschappelijke naam van dit geslacht is voor het eerst geldig gepubliceerd in 1863 door Hans Daniel Johann Wallengren.
Wallengren beschreef tevens de nieuwe soort Ectropa ancilis, door Johan August Wahlberg verzameld in zuidelijk Afrika.